# Tragiscoschema nigroscriptum
Tragiscoschema nigroscriptum es una especie de escarabajo longicornio del género Tragiscoschema, tribu Tragocephalini, orden Coleoptera. Fue descrita científicamente por Fairmaire en 1897.
El período de vuelo ocurre durante el mes de julio.

## Descripción
Mide 15-18 milímetros de longitud.

## Distribución
Se distribuye por Kenia, Mozambique y Tanzania.